# さいたま市立岩槻小学校
さいたま市立岩槻小学校（さいたましりついわつきしょうがっこう）は、さいたま市岩槻区本町にある市立小学校である。大銀杏がシンボルである。

## 沿革
(この節の出典)
- 1872年（明治5年）5月28日 - 岩槻町に岩槻郷学校が設立
- 1873年（明治6年）3月3日 - 芳林寺に移転し岩槻学校と改称
- 1874年（明治7年）4月 - 太田学校を城口に移転し、遷喬学校と改む
- 1881年（明治14年）1月 - 岩槻学校を現在地に新築移転
- 1885年（明治18年）10月14日 - 太田町立遷喬学校を併せて岩槻学校と称する
- 1890年（明治23年）4月1日 - 岩槻尋常小学校と改称
- 1907年（明治40年）4月1日 - 岩槻尋常高等小学校と改称
- 1941年（昭和16年）4月1日 - 岩槻国民学校と改称
- 1947年（昭和22年）4月1日 - 岩槻町立岩槻小学校と改称
- 1947年（昭和22年）4月1日 - 市制施行により岩槻市立岩槻小学校と改称
- 2005年（平成17年）4月1日 - さいたま市との合併により、さいたま市立岩槻小学校と改称